# Pristomyrmex profundus
Pristomyrmex profundus é uma espécie de formiga do gênero Pristomyrmex, pertencente à subfamília Myrmicinae.